# Methone amithrata
Methone amithrata är en fjärilsart som beskrevs av Adalbert Seitz 1913. Methone amithrata ingår i släktet Methone och familjen Riodinidae. Inga underarter finns listade i Catalogue of Life.